# Valentin Giraud Moine
Valentin Giraud Moine nació el 23 de enero de 1992 en Gap (Francia), es un esquiador que tiene 2 podios en la Copa del Mundo de Esquí Alpino.

## Resultados

### Copa del Mundo

#### Clasificación General Copa del Mundo
- 2013-2014: 87.º
- 2015-2016: 47.º

#### Clasificación por Disciplinas (Top-10)
- 2016-2017:
  - Combinada: 7.º